# Cubillinos
Cubillinos es una localidad española que forma parte del municipio de Cubillos del Sil, en la provincia de León, comunidad autónoma de Castilla y León.

## Geografía

### Ubicación
| Noroeste: Finolledo             | Norte: Finolledo | Noreste: Pradilla |
| Oeste: Cabañas de la Dornilla   |                  | Este: Corcos      |
| Suroeste Cabañas de la Dornilla | Sur: Posadina    | Sureste: Posadina |

## Demografía
Evolución de la población
| Gráfica de evolución demográfica de Cubillinos entre 2000 y 2017   |
|                                                                    |
| Población de derecho (2000-2017) según el padrón municipal del INE |